# Abdülhamid II
Pour les articles homonymes, voir Abdülhamid.
Abdülhamid II (en turc ottoman : عبد الحميد ثانی, `Abdü'l-Ḥamīd-i sânî ; en turc : İkinci Abdülhamit), né le 21 septembre 1842 à Constantinople et mort le 10 février 1918 dans la même ville, est sultan ottoman et calife de l'islam de 1876 à sa déposition en 1909.
Trente-quatrième sultan ottoman, Abdülhamid est le dernier monarque à exercer une véritable autorité sur l'empire. Son règne est caractérisé par le déclin persistant de l'État ottoman malgré une politique de modernisation. La période hamidienne voit ainsi l'établissement d'une administration centralisée, la réforme du système judiciaire, l'ouverture de nombreuses écoles et universités, et l'extension massive des réseaux télégraphique et ferroviaire ottomans à l'image des célèbres lignes du Hedjaz et de Berlin-Bagdad. Mais ces transformations n'empêchent pas la perte de territoires en Europe, en Asie et en Afrique, le renforcement des influences étrangères au sein de l'empire et les révoltes de minorités. La répression brutale de ces rébellions (massacres hamidiens) valent en Europe à Abdülhamid les sobriquets de « Sultan rouge » et de « Grand Saigneur », bien que le sultan n'ait commandité aucun des massacres qui lui ont été attribués[réf. nécessaire].
Abdülhamid II accède au trône le 31 août 1876 dans une période troublée et fait promulguer la première constitution de l'histoire ottomane sous la pression de ses ministres et vizirs qui sont libéraux et démocrates. Mais après la désastreuse guerre russo-turque de 1878, il en profite pour la suspendre et gouverne en autocrate durant les trente années qui suivent. En juin 1908, une mutinerie éclate à Thessalonique et s'étend rapidement à toute la Macédoine. Les renforts dépêchés sur place se rallient aux mutins et, pour sauver son trône, Abdülhamid est contraint de restaurer la constitution de 1876 en laissant le pouvoir au Comité Union et Progrès (dit « Jeunes-Turcs »). Après l'échec d'une contre-révolution monarchiste en avril 1909, le sultan est déposé et exilé à Salonique. Son demi-frère cadet lui succède sous le nom de Mehmed V.
Dernier monarque absolu de l'histoire ottomane, Abdülhamid II laisse derrière lui un État en modernisation mais toujours déclinant, de plus en plus agité par les nationalismes internes et ne pouvant compter à l'étranger que sur le soutien de l'Allemagne.

## Jeunesse
Abdülhamid naît le 21 septembre 1842 au palais de Topkapi, à Constantinople. Il est le deuxième enfant issu du mariage du sultan Abdülmecid Ier (1823-1861) et de Tirimüjgan Kadınefendi (1819-1855). Sa sœur Naime Sultan (1840-1843) et son frère Şehzade Mehmed Abid Efendi (1848) meurent tous deux en bas âge. Abdülhamid perd sa mère à l'âge de dix ans, victime de la tuberculose. Il devient alors le fils adoptif d'une autre épouse de son père, Perestu Kadın.
Le jeune Abdülhamid se distingue pour ses talents de menuisier. On peut encore voir aujourd'hui aux palais de Yıldız et de Beylerbeyi plusieurs meubles de grande qualité qu'il fabriqua. Prince cultivé, il s'intéresse à l'opéra et traduit en turc plusieurs classiques. Il compose également lui-même quelques morceaux pour le Mızıka-yı Hümâyun (Orchestre impérial ottoman), et reçoit nombre de compositeurs européens au palais de Yıldız.
Entre juin et août 1867 Abdülhamid accompagne son oncle le sultan Abdülaziz dans son grand voyage en Europe. Il visite notamment Paris, Londres et Vienne.
C'est un jeune homme calme et solitaire, poète talentueux en turc, arabe ou persan.
Après l'accession au trône de son demi-frère Mourad V, cet inconnu du grand public âgé de trente-quatre ans devient son héritier présomptif.

## Premières années de règne (1876-1878)

### Accession au trône
Depuis le 30 mai 1876 le pouvoir est aux mains d'une coalition de ministres réformistes menée par Midhat Pacha et le grand vizir Mehmed Rouchdi Pacha. Après avoir renversé le sultan Abdülaziz avec l'appui de l'armée, ils placent son neveu Mourad sur le trône. Proche des milieux libéraux, ce dernier leur apparaît alors comme un souverain capable de répondre à leurs attentes en promulguant une constitution pour l'empire. Midhat Pacha, membre proéminent du mouvement Jeunes-Ottomans, est l'homme fort de Constantinople. Mais il entre vite en désaccord avec Rouchdi Pacha, dont les positions plus modérées trouvent la faveur du sultan. Cependant, après la mort brutale et suspecte d'Abdülaziz, l'état mental de Mourad devient préoccupant, le souverain présentant des signes de démence et de paranoïa. Convaincus que la mise en place des réformes est compromise avec Mourad V, les Jeunes-Ottomans se décident à le remplacer. Abdülhamid est l'héritier naturel du sultan et passe pour un prince libéral et favorable à une constitution ottomane, mais avant de le placer sur le trône Midhat Pacha organise une entrevue secrète. Au cours de celle-ci, Abdülhamid aurait promis de faire rédiger et promulguer une constitution immédiatement après son intronisation,.
Le 31 août 1876 Mourad V est déposé après seulement 93 jours de règne, pour cause d'incapacité mentale, et il passera le restant de ses jours enfermé au palais Çırağan. Abdülhamid est immédiatement proclamé sultan, et reçoit symboliquement l'épée d'Osman Ier le 7 septembre en la mosquée Eyüp Sultan.
À son accession au trône, Abdülhamid II passe pour être animé de principes libéraux, et les plus conservateurs de ses sujets ont tendance à le regarder avec méfiance comme un réformateur trop zélé. Mais la situation du pays à son accession est mal adaptée à une évolution libérale.

### Première période constitutionnelle (1876-1878)
Qu'il s'agisse du manque de financement public et de la trésorerie vide, de l'insurrection de 1875 en Bosnie-Herzégovine, de la guerre avec la Serbie et le Monténégro, ou encore de l'émotion soulevée en Europe à la suite des méthodes brutales employées pour réprimer la rébellion en Bulgarie, tout incite le nouveau sultan à ne pas entreprendre les réformes libérales promises lors du traité de Berlin de 1878 signé avec les puissances européennes. Cependant, la Sublime Porte entretient de bonnes relations avec le Royaume-Uni du fait de sa position de rempart face à l'Empire russe, et commence à voir l'Allemagne unifiée comme un allié potentiel.

### Mise à l'écart du Parlement et massacres d'Arméniens

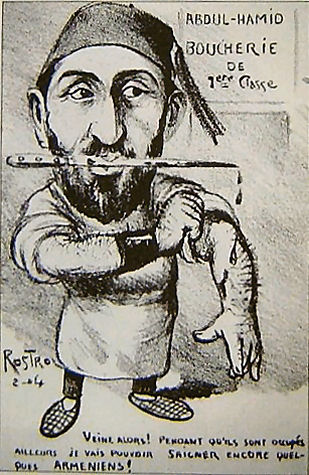
Caricature datée de 1904 du sultan Abdülhamid II, à la suite des massacres des Arméniens par les Hamidiens.

Vers 1890, les Arméniens commencent à réclamer les réformes libérales promises à Berlin. De vives tensions éclatent en 1892 et 1893 à Merzifon et Tokat. En 1894, une rébellion arménienne est sévèrement réprimée dans la région montagneuse de Sassun. Les Européens exigent une protection pour les Arméniens chrétiens, ce à quoi le sultan répond par une série de massacres, les massacres hamidiens perpétrés par l'armée hamidiyeh. Dans toute l'Anatolie, le haut-plateau arménien et jusqu'à Constantinople, entre 1894 et 1896, ce sont plus de 200 000 Arméniens qui sont tués, quelque 100 000 islamisés de force et plus de 100 000 femmes enlevées pour être envoyées dans des harems. Des églises sont détruites ou transformées en mosquées ; le gouvernement ottoman dissout les mouvements politiques arméniens. La position turque diminue les chiffres de victimes à quelques dizaines de milliers. Ces massacres hamidiens, qui précèdent de deux décennies le génocide arménien, valent au sultan le surnom de Kızıl Sultan, le « Sultan rouge » ou le « Grand Saigneur ».

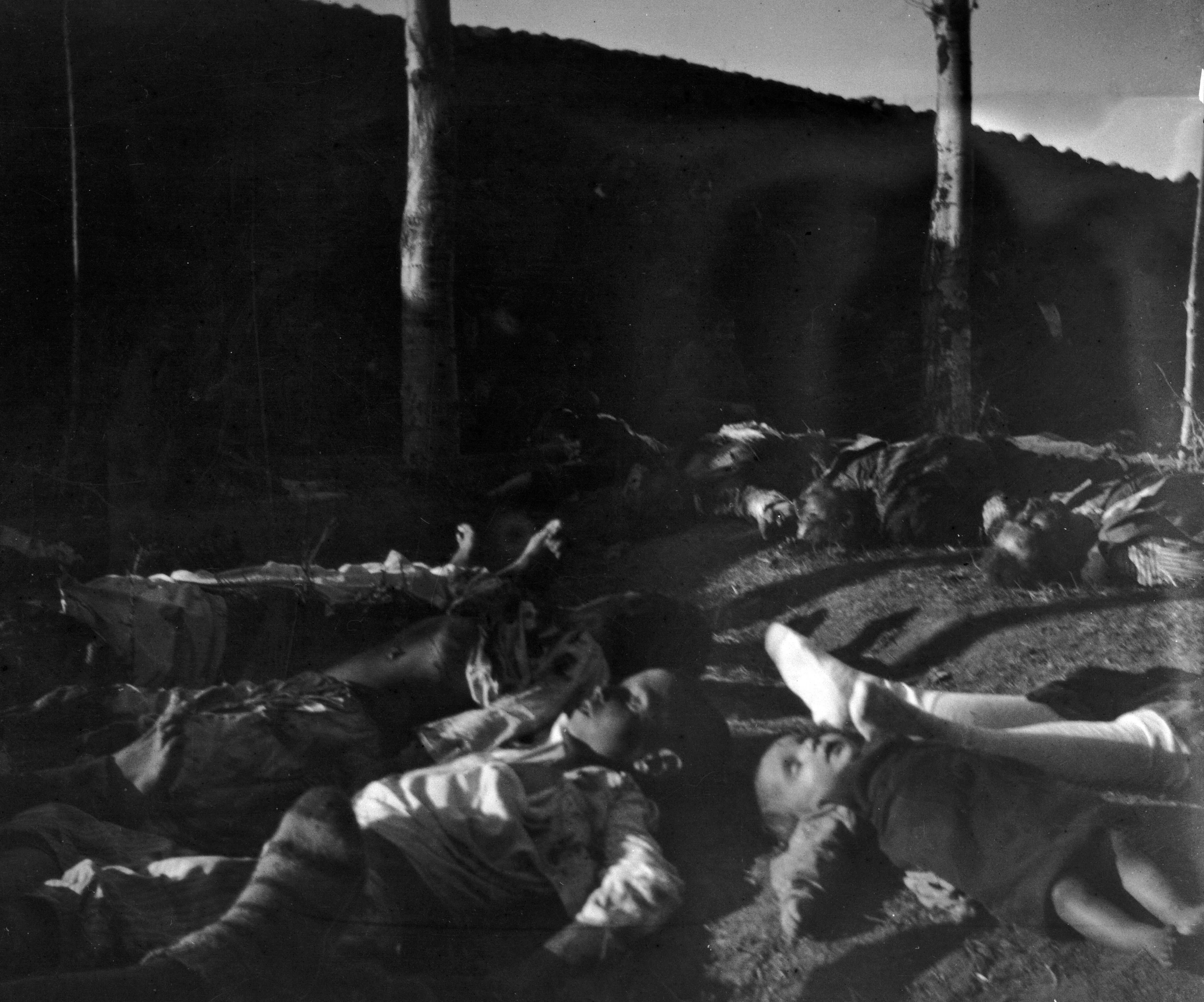
Cadavres d'enfants arméniens après les massacres d'Erzurum, 30 octobre 1895.

La nouvelle des massacres rapportée en Europe et aux États-Unis suscite de vives réactions de la part des gouvernements étrangers et des organisations humanitaires. En France, Jean Jaurès les dénonce dans un discours à la Chambre des députés le 3 novembre 1896 et Anatole France parle d'un « silence honteux »,. Au plus fort des massacres en 1896, Abdülhamid tente de limiter l'impact des protestations internationales et l'hebdomadaire américain Harper est notamment interdit par la censure ottomane pour sa couverture des massacres.
La fin du XIXe siècle voit l'émergence du mouvement sioniste et les premières implantations de colonies agricoles juives en Palestine, auxquelles le sultan tente de s'opposer. Malgré sont refus face à la proposition de Herzl qui souhaitait payer la totalité des dettes ottomane si le sultan lui céder le territoire de l’actuelle Palestine, il n’était pas complètement contre une installation juive, mais sous la condition que le territoire reste sous souveraineté ottomane. Un système similaire à celle de l’époque de l’Empire romain ou les juifs avaient une certaine autonomie mais sous territoire romain.
Le 21 juillet 1905, le sultan est la cible d'un attentat à la bombe à Constantinople perpétré par l'anarchiste belge Edward Joris en soutien des Arméniens. L'attentat fait 26 morts, mais Abdülhamid II s'en sort indemne.

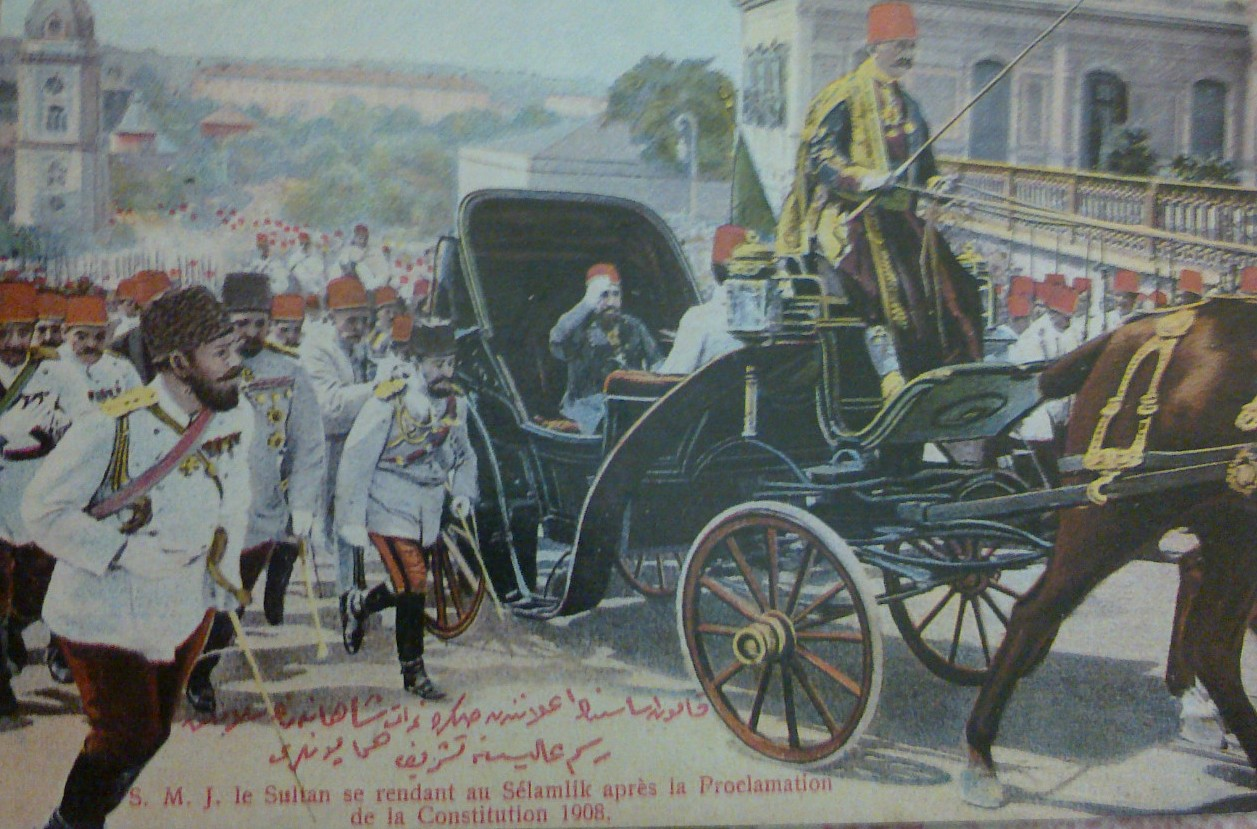
Abdülhamid II en 1908.

L'humiliation nationale causée par la situation en Macédoine, couplée au ressentiment de l'armée à l'encontre des espions et indicateurs du Palais, finissent par provoquer une crise. Pendant l'été 1908, la révolution jeune-turque éclate et Abdülhamid, apprenant que les troupes de Thessalonique menacent de marcher sur Constantinople, décide immédiatement de capituler, le 23 juillet.

### Deuxième période constitutionnelle

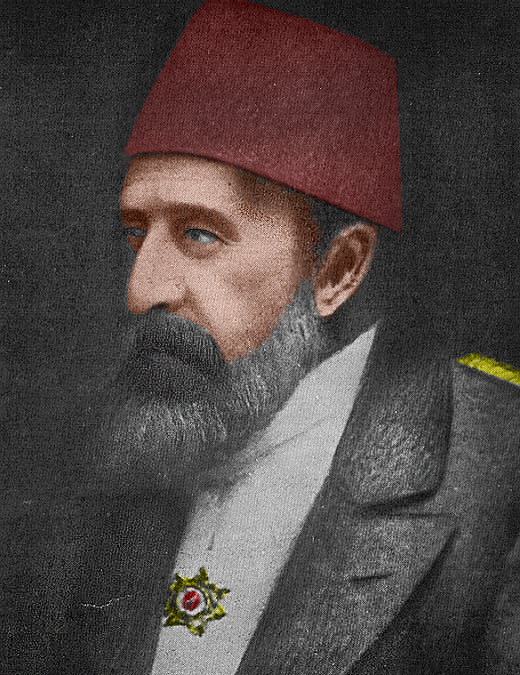
Le sultan Abdülhamid II vers la fin de sa vie.

Le 24 juillet, un irade (décret) annonce le rétablissement de la Constitution ottomane de 1876, suspendue depuis 1878. Dès le lendemain, un autre irade abolit l'espionnage et la censure et ordonne la libération des prisonniers politiques. Le 17 décembre, après les élections législatives, le sultan ouvre la session du Parlement ottoman avec un discours du trône dans lequel il déclare que le premier parlement avait été « temporairement dissous en attendant que l'instruction du peuple ait été amenée à un niveau suffisamment élevé par l'extension de l'enseignement à travers l'empire ».
L'attitude apparemment complaisante du sultan ne l'empêche pas de rallier les éléments réactionnaires au sein de l'État. Ce rôle devient manifeste lors de la contre-révolution ottomane de 1909, quand une mutinerie des soldats soutenue par une révolte populaire conservatrice, au nom du sultan et de la charia, renverse le gouvernement des Jeunes-Turcs.
Mais dès sa restauration une armée rassemblée à Thessalonique par les Jeunes-Turcs marche sur Constantinople pour étouffer la contre-révolution. Le jeune Enver Pacha se signale comme instigateur de ce mouvement. Le 13 avril 1909 (calendrier julien), Abdülhamid est déposé au profit de son frère Reşat, qui prend le nom de Mehmed V. Ce changement réduit encore l'influence et le rôle du sultan dans les affaires publiques. Le sultan déposé est conduit en captivité à Thessalonique et mis en résidence surveillée dans la demeure des Allatini.
De retour à Constantinople en 1912, Abdülhamid passe les dernières années de sa vie à étudier, à faire de la menuiserie et à écrire ses mémoires en résidence surveillée au palais de Beylerbeyi où il meurt le 10 février 1918.

## Mariages et descendance
Abdülhamil II aurait eu au moins 23 concubines qui lui donnèrent au moins 8 fils et 13 filles. Parmi les plus importantes, on comptent :

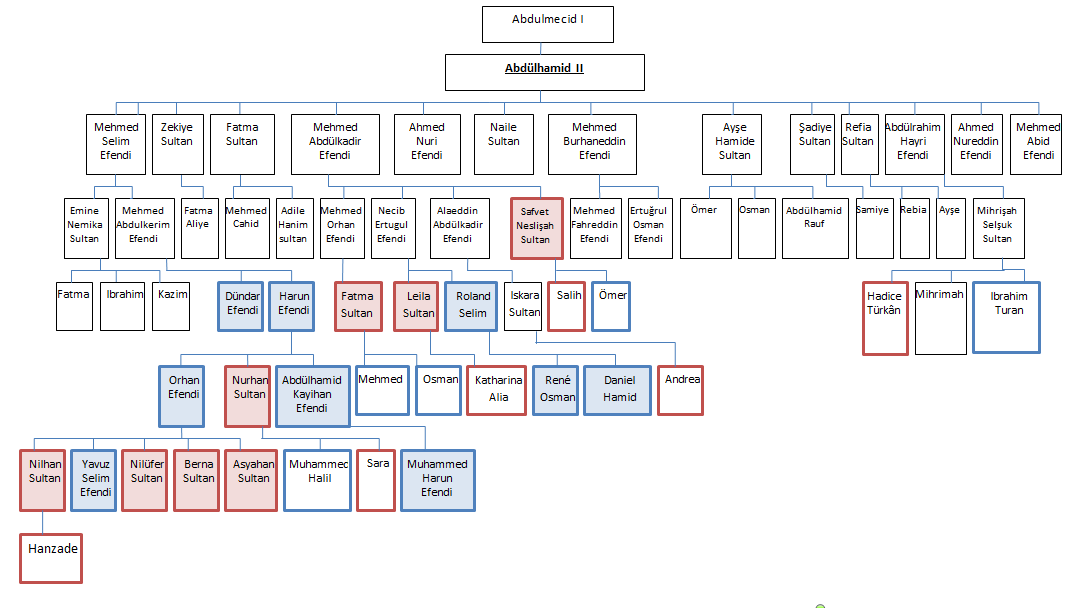
Arbre généalogique de la famille d'Abdülhamid II.

- Nazikeda Kadın (1848-1895)
- Nurefsun Kadın (1850-1915)
- Bedrifelek Kadın (1851-1930)
- Bidar Kadın (1855-1918)
- Dilpesend Kadın (1865-1901)
- Mezidemestan Kadın (1869-1909)
- Emsalinur Kadın (1866-1952)
- Müşfika Kadın (1872-1961)
- Sazkar Hanım (1873-1945)
- Peyveste Hanım (1873-1943)
- Fatma Pesend Hanım (1876-1924)
- Behice Hanım (1882-1969)
- Saliha Naciye Kadın (1887-1923)

## Dans les arts et la culture populaire

### Filmographie

#### Cinéma
- Il est interprété par l'acteur Fritz Kortner dans le film britannique Le Sultan rouge (Abdul the Damned) réalisé par Karl Grune et sorti en 1935.

### Télévision

#### Série
- La série télévisée Payitaht: Abdülhamid, relate les treize dernières années du règne d'Abdülhamid II, interprété par Bülent İnal[14].